# Pafos
|  | Per a altres significats, vegeu «Pafos (filla de Pigmalió)». |

Pafos (llatí Paphus, grec Πάφος) és una ciutat del sud-oest de Xipre. Antigament hi van haver dues ciutats amb aquest nom, conegudes com a Vella Pafos i Nova Pafos. La ciutat moderna correspon a la Nova Pafos i és coneguda simplement com a Pafos.
Pafos ha estat escollida com a Capital Europea de la Cultura per a l'any 2017.

## Història
D'origen fenici, encara que la regió estava habitada des del Neolític, en l'època grega es considerava que era el lloc de naixement de la deessa Afrodita, sent per això un important lloc del seu culte, així com d'altres deïtats pre-hel·lèniques de la fertilitat. Des del segle xii aC existia un temple micènic dedicat a la deessa.
H havia la tradició que Pafos havia estat fundat per Agapènor, d'Arcàdia, en tornar de la guerra de Troia, que hauria construït també el santuari d'Afrodita; no obstant això una altra tradició atribuïa la seva fundació a Cínires. També existia un personatge mitològic anomenat Pafos, que en una versió era una dona filla de Galatea i de Pigmalió i en una altra era un home, fill de Cèfal i Eos. En ambdues versions era ascendent -pare o mare- de Cinires. La tradició d'una fundació pels arcadis és consistent amb el fet que a Xipre es parlava el dialecte arcadoxipriota, que el seu terminus ante quem se situa entorn dels anys 1050-950 aC. i amb la notícia donada per Pausànies de l'existència en Tegea, una ciutat arcàdia, d'un temple d'Afrodita Pafia.
Les primeres referències escrites de Pafos són de l'època del rei d'Assíria Assarhaddon, al 672 aC Va ser una de les ciutats de Xipre que va participar en la Revolta Jònica de l'any 498 aC, per la qual cosa va ser assetjada i presa pels perses. L'any 480 aC Pafos va enviar dotze naus sota el comandament de Pentil que van lluitar del costat dels perses però onze d'elles van ser destruïdes en un temporal prop de Sepíade i la restant va ser capturada pels grecs.
A l'Antiguitat es distingia Palepafos (l'antiga Pafos) d'una Pafos posterior a la qual se sol anomenar Nea Pafos. S'acostuma a suposar que el fundador de Nea Pafos va ser el rei Nicocles a finals del segle iv aC, encara que també s'ha suggerit que Nea Pafos ja podria haver existit en l'època clàssica i Nicocles solament l'hauria ampliat. Des de llavors Palepafos va seguir existint com a centre religiós i Nea Pafos era el centre urbà, administratiu i comercial. Des de finals del segle iii aC es va convertir en capital de l'illa, la qual cosa es va mantenir en l'època romana, fins a l'època de Constantí.
Estrabó indica que Palepafos es trobava a seixanta estadis de Pafos i se celebrava una processó anual que recorria la distància entre tots dos llocs.
Aquesta ciutat és esmentada en els Fets dels Apòstols, com un dels llocs de Xipre on Pau de Tars hi va predicar. Des d'allí, es va embarcar rumb a Perge.
Sèneca diu que Pafos va ser destruïda per un terratrèmol però no és clar quina de les dues ciutats (o les dues) era la que es va destruir, si bé possiblement es refereix a la Nova Pafos. Dió Cassi diu que August la va restaurar i llavors es va dir Augusta en honor seu, però aquest nom es va perdre aviat per recuperar l'antic. Queden encara considerables ruïnes de la ciutat, incloent tres temples.
A l'edat mitjana va ser seu d'un arquebisbat.

## Troballes arqueològiques
L'actual ciutat de Pafos, juntament amb Palepafos, a l'actual ciutat de Kouklia, han estat declarades Patrimoni de la Humanitat per la Unesco en 1980 a causa del valor excepcional, tant històric com a arquitectònic, de les restes de viles, palaus, teatres, fortaleses i tombes.
Entre les troballes de Pafos i Palepafos es pot destacar:
- El santuari d'Afrodita;
- una necròpoli del segle xi aC;
- les anomenades «Tombes dels reis», un conjunt monumental de diverses tombes decorades amb columnes datades al segle iv aC, on es van enterrar alts funcionaris locals;
- el santuari d'Apol·lo Hilates, que s'ha datat a finalitats del segle iv aC;
- el teatre, datat al segle iii aC, amb una capacitat d'uns 7500-8000 espectadors;
- l'Asclepeion
- nombroses inscripcions en sil·labari xipriota, datades entre el segle xi aC i el segle ii aC, encara que des del segle iii aC l'únic testimoniatge de l'ús del sil·labari són uns segells datats després de l'any 150 aC;
- inscripcions en idiomes fenici, grec, i llatí;
- un odèon;
- catacumbes;
- diversos mosaics del segle v, de gran qualitat;
- sinagogues jueves;
- banys de l'època romana d'Orient i l'Edat Mitjana.

A més, a través de testimoniatges com les inscripcions i la troballa d'escultures es pot testificar el culte a Artemisa, Dionís, Hera, Leto, Eros, Hèracles, i reis i reines històrics. Alguns d'aquests cultes estaven fusionats amb el culte a divinitats locals.

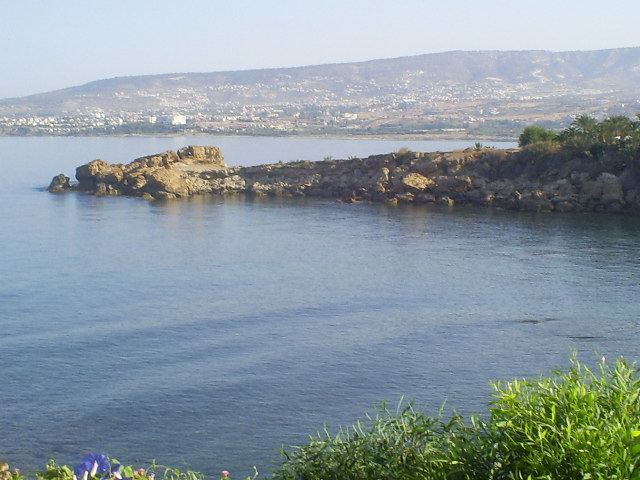
Pafos
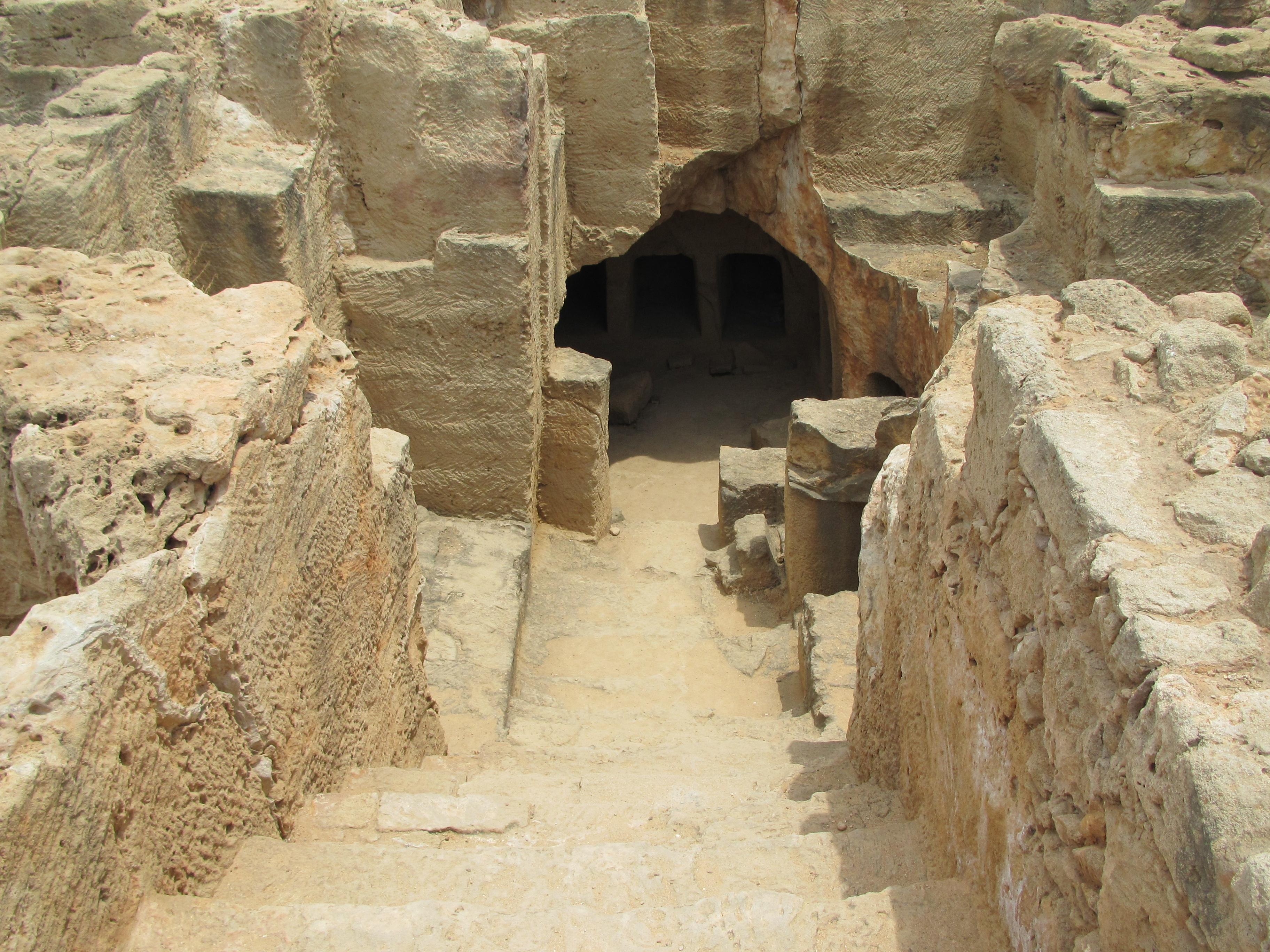
Part del conjunt monumental de les Tombes dels Reis.
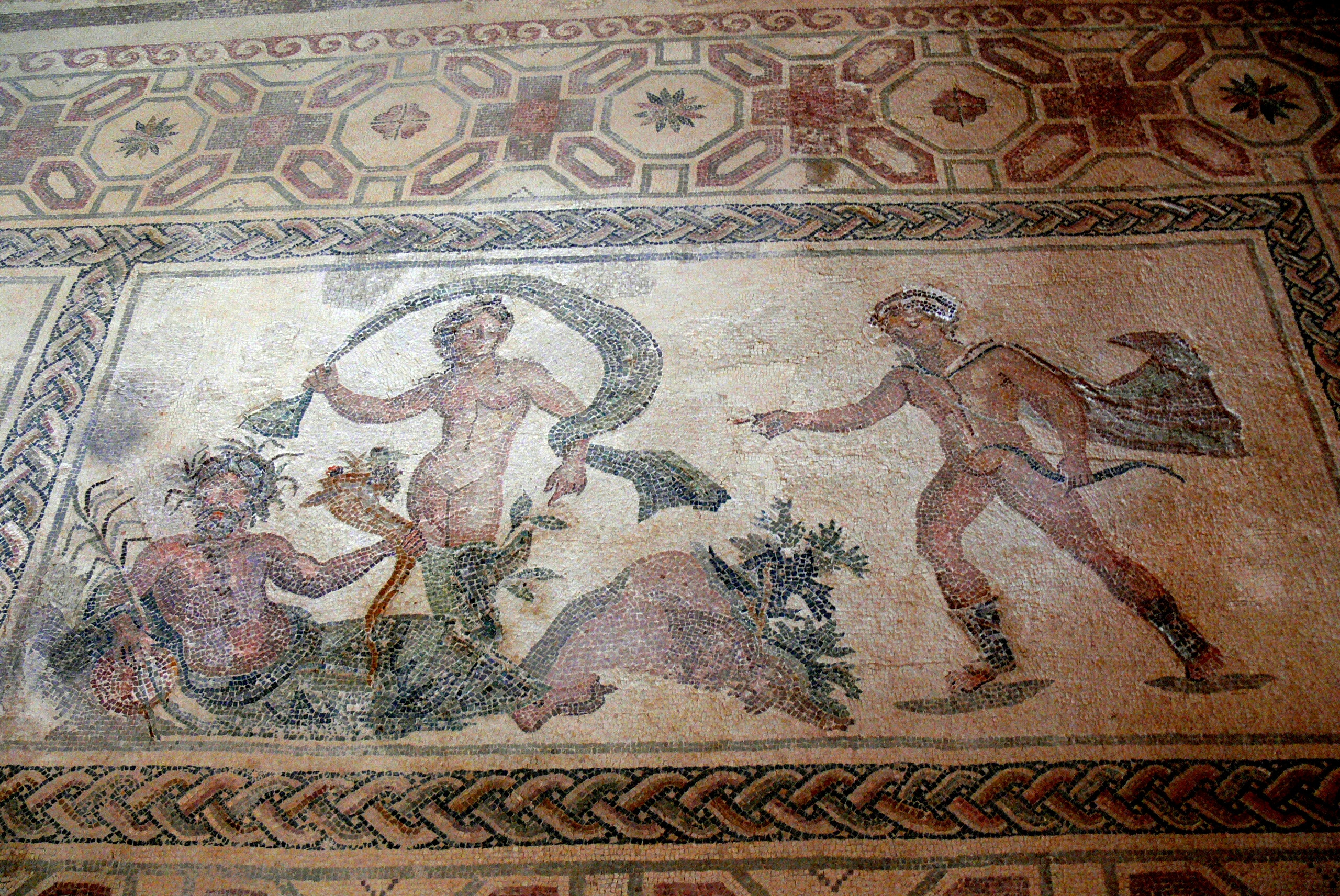
Un dels mosaics romans de l'anomenada Casa de Dionís, que representa el mite d'Apol·lo i Dafne.
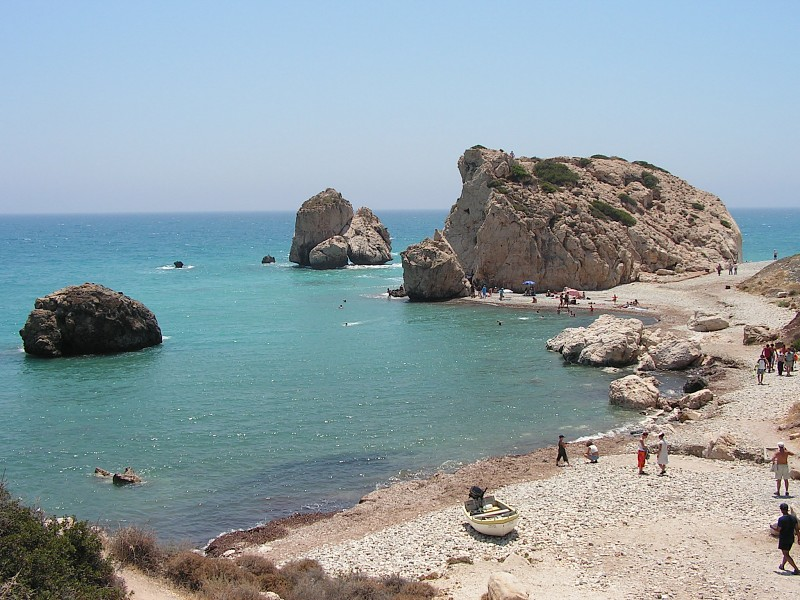
La Roca d'Afrodita, el lloc on la tradició mítica indica que va néixer Afrodita.

### El santuari d'Afrodita
Segons relata Heròdot, el culte a Afrodita a Xipre va tenir el seu origen en el culte que se li rendia a Ascaló, a Fenícia. Les restes més antigues del primitiu santuari són micènics i es remunten al segle xii aC. Aquest primer temple va ser destruït i un segon temple va ser erigit al costat del primer. A la deessa adorada a Pafos se li aplica freqüentment el qualificatiu de Anassa (reina). El culte a Afrodita probablement es va fusionar amb el culte a Astarte en una època primerenca encara que el nom d'Astarte no apareix documentat en inscripcions fins al segle IV-III aC. Probablement en el santuari d'Afrodita les dones practicaven una espècie de prostitució ritual. Tàcit explica que el temple d'Afrodita de Pafos va ser visitat per l'emperador Tit Flavi Sabí Vespasià l'any 69 i assenyala que la deessa no era representada com una figura humana sinó per una pedra de forma piramidal. Després d'un terratrèmol ocorregut cap al 76-77, el santuari va ser novament reconstruït. El culte a Afrodita a Pafos es va mantenir fins al segle iv.